# Jean Mitry
Pour les articles homonymes, voir Mitry.
Jean Mitry, fondateur de la cinémathèque, à Paris, à l'état civil Jean-René-Pierre Goetgheluck Le Rouge Tillard des Acres de Presfontaines, est un historien, critique et théoricien français du cinéma né le 7 novembre 1904 à Soissons et mort le 18 janvier 1988 à La Garenne-Colombes.

## Parcours
Il débute comme photographe sous le pseudonyme de « Jean Letort ». Il est l'assistant de Marcel L'Herbier en 1924, et réalise un court-métrage en 1929. En 1935, il fonde, avec Henri Langlois et Georges Franju, le Cercle du cinéma, qui devient rapidement la Cinémathèque française. En outre, il fut aussi président de la Cinémathèque universitaire de la Sorbonne-Nouvelle.
Jean Mitry a enseigné à l'Institut des hautes études cinématographiques (1944-1966), à l'Université de Montréal (1966-1970), puis à Paris I (1970-1975), ainsi qu'à l'École supérieure de journalisme de Paris.
Il s'efforce de rédiger une filmographie universelle sous forme de fiches, qu'il publie partiellement à partir de 1964.
Il est l'auteur de nombreux ouvrages sur le septième art dont douze monographies sur des cinéastes, Esthétique et psychologie du cinéma (1963-1965), une Histoire du cinéma en cinq volumes (1960-1970), une Filmographie universelle, et La Sémiologie en question (1987) à propos de Christian Metz.
Jean Mitry a réalisé des courts métrages expérimentaux. L'un des plus connus est Pacific 231, réalisé sur une musique d'Arthur Honegger, sorti en 1949, récompensé au festival de Cannes où il a obtenu le prix du meilleur montage. En 1952, il a participé au festival de Cannes pour le montage du court-métrage Le Rideau cramoisi d'Alexandre Astruc.
En 1959, il réalise son unique long métrage, Énigme aux Folies Bergère.
Jean Mitry a été, de 1984 à 1988, le président de l'Association française de recherche sur l'histoire du cinéma.
France Culture lui rend hommage en 1989 dans l'émission de Jean-Pierre Pagliano "Profils perdus : Jean Mitry" (26 janvier et 2 février), avec la participation de Pierre Chenal, Jean Dréville, Philippe Esnault, Claude Beylie, Jean Gili, etc.

## Filmographie

### Réalisateur
Courts métrages
- 1929 : Paris Cinéma  (coréalisateur : Pierre Chenal)
- 1949 : Pacific 231
- 1950 : Le Paquebot Liberté
- 1951 : Au pays des Grands Causses
- 1952 : Images pour Debussy, quatre études : En bateau ; Arabesque en mi ; Reflets dans l'eau ; Arabesque en sol
- 1955 : Symphonie mécanique en Polyvision (en)
- 1956 : La Machine et l’Homme
- 1956 : Le Miracle des ailes (coréalisateur : Georges Beuville[4])
- 1957 : Écrire en images
- 1958 : Chopin
- 1959 : Derrière le décor
- 1960 : Écrire un film
- 1961 : La Grande Foire (coréalisateur : André Valio-Cavaglione[5])
- 1963 : Les Héros de l’air (coréalisateur : Roger Laurent)

Long métrage
- 1959 : Énigme aux Folies Bergère

### Autres
- 1923 : Geneviève, directeur de la photographie (sous le pseudonyme de Jean Letort)
- 1926 : Feu Mathias Pascal, photographie (sous le pseudonyme de Jean Letort)
- 1926 : Le Vertige de Marcel L'Herbier, directeur de la photographie (sous le pseudonyme de Jean Letort)
- 1927 : Napoléon, assistant et acteur
- 1932 : La Nuit du carrefour, assistant et acteur
- 1938 : Trois dans un moulin de Pierre Weill, dialoguiste et monteur
- 1961 : Le Quatrième Sexe, scénariste

### Monographies
- John Ford, Paris, Éditions Universitaires, 1954
- S.M. Eisenstein, Paris, Éditions Universitaires, 1956
- Charlot et la fabulation chaplinesque, Paris, Éditions Universitaires, 1957, Prix Armand-Tallier
- René Clair, Paris, Éditions, Universitaires, 1960
- D. W. Griffith, Anthologie du cinéma no 2, février 1965
- Thomas Ince, Anthologie du cinéma no 9, novembre 1965
- Max Linder, Anthologie du cinéma no 16, juin 1966
- Mack Sennett, Anthologie du cinéma no 24, avril 1967
- Maurice Tourneur, Anthologie du cinéma no 36, juin 1968
- Pearl White, Anthologie du cinéma no 41, janvier 1969
- Ivan Mosjoukine, Anthologie du cinéma no 48, octobre 1969
- Louis Delluc, Anthologie du cinéma no 61, janvier 1971
- Tout Chaplin, Éditions Seghers, 1971, réédité aux Éditions Atlas, 1987 et 1993  (ISBN 978-2-7312-0635-7)

### Théorie et histoire du cinéma
- Introduction à l'esthétique du cinéma (2 volumes), IDHEC, 1960 (mimeo)
- Dictionnaire du cinéma, Paris, Éditions Larousse, 1963
- Filmographie universelle (35 volumes), IDHEC, 1963-1973 ; services des Archives du film du CNC, 1979-1988
- Histoire du cinéma (en 5 volumes), Paris, Éditions Universitaires, 1967-1980
- Esthétique et psychologie du cinéma (2 volumes), Paris, Éditions universitaires, 1965 ; réédition (1 volume) Paris, Éditions du Cerf, 2001  (ISBN 978-2-2040-6625-9)
- Le Cinéma expérimental : Histoire et perspectives, Paris, Éditions Seghers, 1974
- La Sémiologie en question, Paris, Éditions du Cerf, 1987  (ISBN 978-2-2040-2630-7)

### Autres
- L'Ave Venus, Anti-poème, Éditions du Préambule (Québec) et Jean-Pierre Delarge (Paris), 1979  (ISBN 0-88564-010-1)

## Sur Jean Mitry
- Jean-Pierre Pagliano, Jean Mitry, "Profils perdus", France Culture, 26 janvier et 2 février 1989.
- Numéro hors série de la revue 1895, septembre 1988